# Wroxham Broad
Der Wroxham Broad ist ein See in der englischen Grafschaft Norfolk. Er liegt am Fluss Bure bei dem Ort Wroxham und ist ein Zentrum des Segelsports.

## Lage und Beschreibung
Der Wroxham Broad hat eine Fläche von 34,4 Hektar und eine durchschnittliche Tiefe von 1,3 Metern. Er liegt unmittelbar westlich des Bure und ist durch zwei schiffbaren Öffnungen mit dem Fluss verbunden.
Der See ist im Besitz des Norfolk Broads Sailing Club (NBSC), dessen Klubhaus, Bootshäuser und Anleger sich zentral am westlichen Ufer befinden. Vom Zentrum Wroxhams sind es knappe 3 Kilometer zum Segelverein.
Sportboote, die nicht zum NBSC gehören, dürfen den See befahren, jedoch weder anlegen noch ankern. An der rund 500 Meter langen, schmalen Insel zwischen See, Fluss und den beiden Zufahrten kann flussseitig am Ufer festgemacht werden; feste Anlegestellen gibt es jedoch auch hier nicht.

## Geschichte
Der NBSC pachtete den Wroxham Broad im Jahr 1937 vom Trafford Estate.
Zwischen den Jahren 2000 und 2005 wurde die Insel zwischen dem See und dem Bure renaturiert, um die Erosion der Ufer aufzuhalten die ökologischen Strukturen zu verbessern. Das Projekt war eine gemeinsame Initiative der Broads Authority, des Segelvereins und des Grundbesitzers. Als Ergebnis wurde festgestellt, dass unter anderem Eisvögel wieder auf der Insel nisten und die seltene Seggenrohrsänger auftritt. Im Zuge der Arbeiten stießen Freiwillige im Jahr 2004 auf eine nicht explodierte Handgranate aus dem Zweiten Weltkrieg, die von einem Bombenräumkommando der Armee gesprengt wurde.
Die Bure Valley Railway hat eine ihrer Lokomotiven nach dem Wroxham Broad benannt.